# サウス・キャロライナ/愛と追憶の彼方
『サウス・キャロライナ/愛と追憶の彼方』（The Prince of Tides）は、バーブラ・ストライサンド監督・製作・主演による1991年の恋愛映画である。パット・コンロイの小説『潮流の王者』を原作としている。

## キャスト
| 役名                       | 俳優                     | 日本語吹替 |
| -------------------------- | ------------------------ | ---------- |
| スーザン・ローエンスティン | バーブラ・ストライサンド | 弥永和子   |
| トム・ウィンゴ             | ニック・ノルティ         | 津嘉山正種 |
| ライラ・ウィンゴ           | ケイト・ネリガン         | 沢田敏子   |
| サリー・ウィンゴ           | ブライス・ダナー         | 宗形智子   |
| サヴァンナ・ウィンゴ       | メリンダ・ディロン       | 達依久子   |
| ハーバート・ウッドラフ     | ジェローン・クラッベ     | 谷口節     |
| エディ                     | ジョージ・カーリン       | 藤城裕士   |
| ベルナード・ウッドラフ     | ジェイソン・グールド     | 石田彰     |
| ヘンリー・ウィンゴ         | ブラッド・サリヴァン     | 江角英明   |
| ルーク・ウィンゴ（9歳）    | グレイソン・フリック     | 亀井芳子   |

- 日本語吹き替え

その他の声の出演：石森達幸、喜田あゆ美、松岡ミユキ、遠藤勝代、矢島晶子、こおろぎさとみ、津田英三、小島敏彦、清川元夢、堀越真己、伊井篤史
演出：中野寛次、翻訳：岩佐幸子、調整：熊倉亨、プロデュース：吉岡美惠子、制作担当：神部宗之、高橋恭、制作：東北新社

## 受賞とノミネート
| 賞                           | 部門                    | 候補                                                | 結果       |
| ---------------------------- | ----------------------- | --------------------------------------------------- | ---------- |
| アカデミー賞                 | 作品賞                  | バーブラ・ストライサンド、アンドリュー・S・カーシュ | ノミネート |
| アカデミー賞                 | 主演男優賞              | ニック・ノルティ                                    | ノミネート |
| アカデミー賞                 | 助演女優賞              | ケイト・ネリガン                                    | ノミネート |
| アカデミー賞                 | 脚色賞                  | パット・コンロイ、ベッキー・ジョンストン            | ノミネート |
| アカデミー賞                 | 撮影賞                  | スティーヴン・ゴールドブラット                      | ノミネート |
| アカデミー賞                 | 作曲賞                  | ジェームズ・ニュートン・ハワード                    | ノミネート |
| アカデミー賞                 | 美術賞                  | ポール・シルバート、キャリル・ヘラー                | ノミネート |
| ロサンゼルス映画批評家協会賞 | 男優賞                  | ニック・ノルティ                                    | 受賞       |
| ゴールデングローブ賞         | 作品賞 (ドラマ部門)     | バーブラ・ストライサンド、アンドリュー・S・カーシュ | ノミネート |
| ゴールデングローブ賞         | 主演男優賞 (ドラマ部門) | ニック・ノルティ                                    | 受賞       |
| ゴールデングローブ賞         | 監督賞                  | バーブラ・ストライサンド                            | ノミネート |